# Sarah Frances Whiting
Sarah Frances Whiting (n. 23 august 1847, Wyoming⁠(d), Comitatul Wyoming, New York, SUA – d. 12 septembrie 1927, Wilbraham⁠(d), Massachusetts, SUA), fiziciană și astronomă americană, a fost instructoare a mai mulți astronomi, inclusiv Annie Jump Cannon.

## Biografie
Whiting a absolvit Universitatea Ingham⁠(d) în 1865. 
Whiting a fost numită de președintele Colegiului Wellesley⁠(d), Henry Fowle Durant, la un an după deschiderea Colegiului din 1875, ca primul său profesor de fizică. A înființat departamentul de fizică și laboratorul de fizică experimentală pentru studenți la Wellesley, cel de-al doilea de acest fel care a fost startat în SUA. 
La cererea lui Durant, ea a asistat la cursurile de la MIT date de Edward Charles Pickering. El a invitat pe Whiting să observe unele dintre noile tehnici care erau aplicate în astronomie, cum ar fi spectroscopia. 
În 1880, Whiting a început să predea un curs asupra Astronomiei Practice la Wellesley.

În 1895, după cum a spus biograful ei Annie Jump Cannon,

Un moment deosebit de excitant a venit atunci când ziarele de dimineață din Boston au raportat descoperirea razelor Rontgen sau X în 1895. Studenții avansați din fizică din acele zile își vor aminti mereu de zelul cu care Domnișoara Whiting a pus în funcțiune imediat un vechi tub Crookes și încântarea când ea a obținut realmente unele dintre primele fotografii realizate în această țară de monede într-o pungă și de oase în carne.

Între 1896 și 1900, Merlan a ajutat pe mandatara Colegiului Wellesley Sarah Elizabeth Whitin să înființeze Observatorul Whitin⁠(d), la care Whiting a devenit primul director.
Colegiul Tufts⁠(d) a acordat un doctorat onorific lui Whiting în 1905. Ea a fost de asemenea cunoscută pentru sprijinul prohibiției.
Whiting s-a retras de la Wellesley în 1916 și a fost Profesor Emerit până la moartea sa în 1927. Ea este îngropată în Cimitirul Machpelah⁠(d) în Le Roy, New York⁠(d), aproape în prezent defuncta alma mater a sa.

## Scrierile
Whiting a scris manualul
Exerciții de timpul zilei și de seară în astronomie, pentru școli și colegii.
Ea a fost, de asemenea, autor al mai multor articole în Astronomia Populară, inclusiv: 
"Utilizarea de Grafice în Predarea Astronomiei",
"Utilizarea de Desene în Proiecția Ortografică și a Globurilor în Predarea Astronomiei",
"Lucrarea Spectroscopică pentru Orele de Astronomie","Utilizarea de Fotografii în Predarea Astronomiei",
"Eclipsa Solară Parțială, 28 iunie 1908", ”Halouri Solare”,
"O Sugestie Pedagogică pentru Profesorii de Astronomie",
"Accesiuni nepretuite la Observatorul Whitin, Colegiul Wellesley",
"Jurnalele observatorului Tulse Hill (rezumat)",
și "Jurnalele observatorului Tulse Hill",
precum și necrologul pentru Margaret Lindsay Huggins⁠(d), "Doamna Huggins".
Ea a descris experiența sa ca "fizician femeie" în articolul din Wellesley College News "Experiențele unui fizician femeie."

## Realizări
Onoruri:
- 1883 Membru, Asociația Americană pentru Avansarea Științei⁠(d) (AAAS)
- 1905 Doctorat onorific, Colegiul Tufts⁠(d)

Locuri De Muncă/Posturi:
- 1876-1912 Profesor de Fizică, Colegiul Wellesley⁠(d)
- 1900-1916 Director, Observatorul Whitin, Colegiul Wellesley
- 1916-1927 Profesor Emerit, Colegiul Wellesley

Educație:
- AB Universitatea din Ingham⁠(d) 1865

## Linkuri externe
- Scurtă biografie a lui Sarah Whiting
- Sarah Frances Whiting: O străbunică de fizicieni femei americane
- Femei în Meteorologie înainte de al doilea Război Mondial
- Sarah Frances Whiting, la Arhivele Colegiului Wellesley Arhivat în 23 iunie 2010, la Wayback Machine.
- Sarah Frances Whiting la Femei în Astronomie: O Bibliografie comprehensivă